# Iørn Piø
Iørn Piø (24. august 1927 – 16. februar 1998) var en dansk folklorist.
Efter at være blevet student fra Metropolitanskolen i København i 1946 studerede Iørn Piø dansk og nordisk filologi ved Københavns Universitet og begyndte på det nyoprettede fag folkemindevidenskab. Via dette studium kom han i forbindelse med Dansk Folkemindesamling, og han blev i 1955 ansat som assistent. Efter magisterkonferens i folkemindevidenskab i 1960 med speciale om Produktionen af danske skillingsviser mellem 1770 og 1821 og samtidens syn på genren udgivet ved Københavns Universitets Fond til tilvejebringelse af Læremidler i 1969 blev han ansat som arkivar ved Folkemindesamlingen.
Han blev dr. phil. med disputatsen Nye veje til Folkevisen i 1985, hvori han lancerede en teori om, at de fleste middelalderlige folkeviser stammer fra 1500-1800. Hans teori er siden udfordret i bl.a. Pil Dahlerups værk "Dansk Litteratur: Middelalder" bd.2 fra 1998.
Iørn Piøs folkemindeforskning var specielt rettet mod viseforskningen, særligt folkeviserne og skillingsviserne. Det har resulteret i flere udgivelser, bl.a. Skillingsviser, Studieserien udgivet af Dansklærerforeningen, (1974) og 80'er-viser (1980). I 1994 udkom en monografi om skillingsviseforfatteren Julius Strandberg med titlen Visemageren.
I 1987 modtog han Den Populærvidenskabelige Pris for sit virke med at formidle viseforskningen til et bredere publikum.